# Teresa Prekerowa
Teresa Prekerowa, rozená Dobrska (30. prosince 1921 Zapusta – 19. května 1998 Varšava) byla polská historička a editorka, která významným způsobem přispěla k obecnému poznání polsko-židovských vztahů v období holokaustu za druhé světové války z pohledu polských obyvatel nežidovského původu.
Během nacistické okupace za druhé světové války zachránila několik Židů z varšavského ghetta. Po válce pracovala nejprve ve Státním vědeckém nakladatelství a v sedmdesátých letech 20. století přešla do Státního nakladatelského ústavu specializujícího se na komunistickou literaturu, historii a filozofii. Externí studium historie na Varšavské univerzitě ukončila v roce 1973 diplomovou prací o Radě pro pomoc Židům (Żegota). Psala o záchraně Židů Poláky během holocaustu. Je autorkou první monografie o Żegotě, která vyšla v Polské lidové republice v době komunistických vojenských represí v roce 1982. Za pomoc Židům během holokaustu obdržela titul Spravedlivý mezi národy.

## Životopis
Teresa Dobrska se narodila 30. prosince 1921 na panství Zapusta v Mazovsku. Její otec Wacław byl horlivým vlastencem a obdivovatelem Józefa Piłsudského. V důsledku Rižské smlouvy přišel v roce 1921 o majetek ve Východních Kresech a pracoval pak jako správce na panství J. Targowského a poté na panství Radziwiłłů v Mankiewie v Polesí. Matka Halina se starala o domácnost. Teresa měla čtyři starší bratry a o dva roky mladší sestru Žofii. Od roku 1935 žila rodina Dobrských na statku Otmianowo v Kujavsku, který matka zdědila.
Základní vzdělání získala Teresa studiem doma, poté pokračovala ve studiu na gymnáziu sester nazaretských ve Varšavě. První dny války v září 1939 strávila s rodiči a sestrou v Otmianowě, ale Němci brzy zatkli otce a celou rodinu ze statku vystěhovali. Ve stejné době se Teresini bratři zapojili do odbojového hnutí na obranu země.
Po vystěhování z Otmianowa odvezla matka Terezu a Žofii do Varšavy. Tam se k nim připojil jejich otec a později i bratr Jerzy. Teresa tajně dál studovala a v roce 1940 složila maturitu na nazaretském lyceu. Současně začala studovat zahradnictví na Varšavské zemědělské univerzitě. Během praxe na malém statku Wacława a Marie Prekerowých ve Skolimówě se seznámila s jejich synem, dvacetiletým Mieczysławem. V té době byl velmi aktivní v ilegalitě, sloužil v AK (Armia Krajowa) v Konstancinu a okolí. Vzali se 27. října 1942 a o rok později se jim narodil syn Stefan.
Během nacistické okupace za druhé světové války zachránila Prekerowa několik Židů z varšavského ghetta, včetně přítelkyně svého bratra a její rodiny. Do katolického kláštera také odvedla malou holčičku, kterou potkala na ulici. Dlouhá léta o tom nikomu neřekla. Dne 4. března 1985 jí Institut Jad Vašem udělil za pomoc Židům během holocaustu titul Spravedlivý mezi národy.
Těsně po válce opustila svého manžela a spolu se synem odjela do Varšavy. Pracovala jako sekretářka v redakci novin Robotnik. Od dubna 1946 vedla nakladatelské oddělení ministerstva průmyslu a obchodu, které vydávalo učebnice a učební pomůcky pro studenty odborných škol. Od roku 1949 pracovala ve Státní korespondenční technické škole a od roku 1952 ve Státním vědeckém nakladatelství (PWN). Mezitím začala studovat na katedře francouzské filologie na Varšavské univerzitě. Z osobních důvodů však studium přerušila.
Když v PWN redigovala Malou encyklopedii znalostí o Polsku, seznámila se s Władysławem Bartoszewským, který byl jedním z autorů hesel encyklopedie. Díky jemu se rozhodla jít studovat historii. Externí studium na Varšavské univerzitě zahájila v roce 1968, kdy jí bylo čtyřicet let.
Během antisemitské kampaně v roce 1968 byla redakce encyklopedie PWN vystavena zdrcující kritice. Čistky v PWN postihly přibližně čtyřicet lidí. Záminkou k čistce se stalo heslo „nacistické koncentrační tábory“ v VIII. svazku encyklopedie z roku 1966. Zdůrazňování mučednictví Židů, a nikoliv polského národa, považovaly komunistické úřady za provokaci. Prekerowa byla poté přeložena do redakce přírodovědných publikací. Tato práce se ale neslučovala s jejími zájmy ani oborem studia, proto se ucházela o práci ve Státním nakladatelském ústavu (PIW).
Do PIW nastoupila 1. října 1971 jako vedoucí redaktorka v redakci dějin kultury. V témže roce si pod vlivem Władysława Bartoszewského vybrala jako téma své diplomové práce Radu pro pomoc Židům (Żegotu). Bartoszewski Żegotu dokonale znal a zprostředkoval Prekerowé kontakt s aktivisty a spolupracovníky, doporučil jí prameny a konzultoval s ní jednotlivé části práce, kterou dokončila v dubnu 1973. Práce získala velmi dobré hodnocení od recenzentů a stala se základem pozdější monografie s názvem Konspiracyjna Rada Pomocy Żydom w Warszawie 1942–1945 (Podzemní rada pro pomoc Židům ve Varšavě 1942–1945), kterou v roce 1982 vydalo nakladatelství PIW. Rukopis  průběžně konzultovala s Władysławem Bartoszewským, který ji k práci motivoval.
Po vydání monografie pokračovala Prekerowa ve své vědecké práci. Publikovala ve vědeckých časopisech a v kolektivních dílech doma i v zahraničí. Její výzkum se soustředil na osudy Židů za druhé světové války a na polsko-židovské vztahy v tomto období. Účastnila se diskusních setkání vedených Výzkumným výborem pro dějiny Varšavy a Výzkumnou laboratoří pro druhou světovou válku Historického ústavu Polské akademie věd (PAN) a seminářů na Varšavské univerzitě o dějinách Židů v Polsku.
V roce 1982 odešla do důchodu. Zůstala však společensky aktivní, zapojila se do činnosti Výboru pro péči o hřbitovy a židovské kulturní památky, Společnosti přátel historie a Židovské lidové univerzity. Angažovala se také v hnutí Solidarita a pomáhala jeho internovaným aktivistům. V roce 1992 vydala knihu Zarys dziejów Żydów w Polsce w latach 19391–945 (Nástin dějin Židů v Polsku v letech 1939–1945) a v roce 1995 za ni obdržela cenu polského PEN klubu.
Teresa Prekerowa trpěla dlouhodobě srdečními problémy. Zemřela 19. května 1998.